# 토요 고무

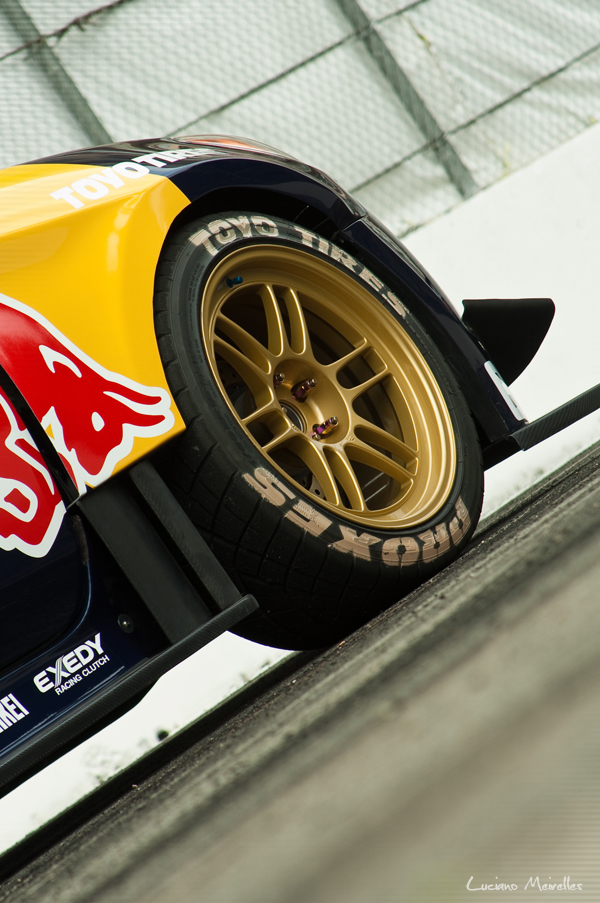
레이싱 카에 달려있는 토요 타이어

토요타이어(일본어: TOYO TIRE)는 일본 효고현 이타미시에 소재한 타이어 및 고무 제조회사이다.

## 역사
토요타이어는 1945년에 설립되었으며, 1969년에는 북아메리카 시장에 진출하기도 하였다. 1999년에는 '니토 타이어'를 설립하였다. 2019년 1월 사명을 토요고무 주식회사에서 TOYO TIRE주식회사로 변경하였다.